# Никулино
Никулино (на руски: Никулино) е село в Селивановски район на Владимирска област в Русия. Влиза в състава на Малишевската селска община.

## География
Селото е разположено на 16 км югоизточно от центъра на общината, село Малишево, и на 30 км южно от районния център, работническото селище Красная Горбатка.

## История
Според регистрите от 1629 – 30 г. село Никулино е владение на Осмин Фьодорович Дурасов и вдовицата на брат му. В данъчните книги от 1676 г. Никулино е записано като село в енорията на Георгиевския погост, в него тогава има 2 помешчишки къщи и 27 селски стопанства. През 1777 г., със средства на местния земевладелец Зиновий Дурасов, е построен каменен храм. В края на 19 век енорията се състои от селата Никулина, Мордвиново, Пошатово, Анхимово, Парфениево и Шушпаново, в които, според църковните ведомости, има 746 мъже и 841 жени. В Никулино има и земско народно училище, като учащите се през 1896 г. са 45.
В края на 19 – началото на 20 век селото влиза в състава на Драчьовската волост на Меленковски уезд.
От 1929 г. селото е център на Никулинския селски съвет на Селивановски район, а по-късно и до 2005 г. е в състава на Драчьовския селски съвет.

## Население
| 1859 | 1926 | 2010 |
| ---- | ---- | ---- |
| 533  | 495  | 2    |